# Fc (Unix)
fc é um programa padrão no Unix que lista, edita e reexecuta comandos previamente digitados em um shell interativo. Ele é um comando nativo do shell bash.